# Krasnoarmeiski (Zaporójskaia)
|  | Per a altres significats, vegeu «Krasnoarmeiski». |

Krasnoarmeiski - Красноармейский (rus) és un possiólok del krai de Krasnodar, a Rússia. Es troba a la vora nord-oriental de l'estret de Kertx, a la costa meridional de la mar d'Azov. És a 45 km a l'oest de Temriuk i a 169 km a l'oest de Krasnodar.
Pertany a l'stanitsa de Zaporójskaia.